# Best of KAT-TUN
Best of KAT-TUN è l'album studio della boy band giapponese KAT-TUN, pubblicato in Giappone il 22 marzo 2006 dalla J-One Records. Nonostante il titolo, non si tratta di un greatest hits. Tuttavia, sette brani presenti nel disco facevano parte della scaletta di alcuni concerti dei KAT-TUN, tenuti prima della pubblicazione del disco.
L'album faceva parte di una tripla pubblicazione, di cui facevano parte anche il singolo di debutto Real Face del gruppo ed un DVD ad esso collegato. Tutte e tre le pubblicazione sono state dei grandi successi nelle classifiche Oricon. Real Face ed il DVD sono stati rispettivamente il singolo ed il DVD più venduti dell'anno in Giappone, mentre l'album è stato l'undicesimo più venduto dell'anno.

## Tracce
1. She Said... – 3:43
2. Never Again – 3:49
3. I Like It – 4:26
4. Miracle - 4:22
5. Blue Tuesday – 4:33
6. Rhodesia - 5:06
7. Gold - 4:53
8. Wilds of My Heart – 3:59
9. Special Happiness – 5:02
10. One on One – 4:58
11. Butterfly – 4:52
12. Rush of Light - 4:26
13. Harukana Yakusoku (ハルカナ約束?) - 3:53
14. Precious One - 5:15
15. Real Face #1 - 4:58

## Classifiche
| Classifica        | Posizione |
| ----------------- | --------- |
| Giappone (Oricon) | 1         |